# Hajimete no
Hajimete no (はじめての, auf Deutsch etwa „Das erste Mal“) ist eine Sammlung von vier Kurzgeschichten der japanischen Autorinnen Rio Shimamoto, Mizuki Tsujimura, Miyuki Miyabe und Eto Mori.
Die vier beteiligten Schriftstellerinnen arbeiteten mit dem japanischen Musikduo Yoasobi, die die vier Geschichten in vier eigenständige Lieder umschrieb. Das Hauptthema des Projektes war „Geschichten, die man liest, wenn man etwas erstmalig unternimmt“.
Die in der Sammlung enthaltenen Kurzgeschichten heißen Watashi Dake no Shoyūsha, Yūrei, Iro Chigai no Trump und Hikari no Tane. Ayase schrieb basierend auf diesen Geschichten die vier Lieder Mr., Umi no Manimani, Seventeen und Suki da, welche am 10. Mai 2023 zusammengefasst auf der Hajimete no – EP erschienen.
Das Buch selbst erschien am 16. Februar 2022 beim japanischen Verlag Suirinsha. Im Januar des Jahres 2023 wurden die Geschichten als Erzähltheater adaptiert. Die Aufführung fand vom 7. bis 9. Januar in der Yomiuri Ōtemachi Hall statt.

## Inhalt
- Watashi Dake no Shoyūsha (私だけの所有者, auf Deutsch etwa Mein einziger Besitzer) von Rio Shimamoto – Lied von Yoasobi: Mr.

Inhaltlich befasst sich die Geschichte mit dem Thema, wenn man sich zum ersten Mal verliebt: Was geschieht zwischen Boku und deren Besitzern? Boku wurde in einer Einrichtung in einem namentlich unbekannten Land beschützt und beginnt eines Tages Briefe an eine Person zu schreiben, die Boku Sensei nennt.
- Yūrei (ユーレイ, auf Deutsch etwa Geist) von Mizuki Tsujimura – Lied von Yoasobi: Umi no Manimani

Thema des Werkes ist, das erste Mal von zu Hause weglaufen. Nachdem der Protagonist von zu Hause wegläuft und den Zug nimmt, kommt er irgendwann an einem Bahnhof in der Nähe eines Strandes an. Dort trifft er auf ein mysteriöses Mädchen mit einem Blumenstrauß in ihren Händen, die ihn des Nachts zum Strand ruft.
- Iro Chigai no Trump (色違いのトランプ, auf Deutsch etwa Verschiedenfarbige Spielkarten) von Miyuki Miyabe – Lied von Yoasobi: Seventeen

Die Geschichte handelt davon, wenn man erstmalig verdächtigt wird. Kahi, die Tochter von Sōichi, wird verdächtigt, an einem terroristischen Angriff, die in einer Parallelwelt geschehen ist, beteiligt gewesen zu sein und wird verhaftet. Um seine Tochter zu retten und ihre Unschuld zu beweisen, beschließt Sōichi alleine die Spiegelwelt zu betreten.
- Hikari no Tane (ヒカリノタネ, auf Deutsch etwa Samen des Lichts) von Eto Mori – Lied von Yoasobi: Suki da

Die Geschichte handelt von dem ersten Liebesgeständnis. Die Oberschülerin Yumi ist Hals über Kopf in ihrem Kindheitsfreund Shiita verliebt. Yumi versucht, ihre früheren Geständnisse und ihre Erfahrungen hinter sich zu lassen und ihm abermals ihre Gefühle zu offenbaren.

## Rezensionen
Tomonori Shiba lobte das Werk in seiner Besprechung für Real Sound und schrieb, dass er sich sicher sei, dass viele junge Leser dieses aufgrund der Bandbreite und die für Jugendliche eingängige Sprache als ihr erstes richtiges Buch betrachten werden. Das Buch erreichte Platz neun der nationalen Buchcharts von Oricon und verkaufte sich knapp 13.400 mal in der ersten Verkaufswoche.

## Hajimete no – EP
Hajimete no ist eine EP des japanischen Popmusikduos Yoasobi, welche im Rahmen des gleichnamigen Buchprojektes entstand. Die EP erscheint am 10. Mai 2023 und beinhaltet vier Lieder, die vorab als eigenständige Singles auf digitaler Ebene veröffentlicht wurden.
Die Veröffentlichung der EP unter dem Titel Hajimete no – EP (はじめての - EP) wurde am 27. März mit der Veröffentlichung des Liedes Seventeen offiziell angekündigt. Die EP erscheint in fünf Variationen: Alle Versionen enthalten vier Lieder, wobei vier Varianten eine der vier Kurzgeschichten aus der Kurzgeschichtensammlung als Bonusmaterial beiliegt. Die fünfte Version heßt Complete Edition und enthält alle Kurzgeschichten sowie eine zusätzliche Blu-ray Disc mit Konzertmitschnitten des Duos auf dem Rock in Japan Festival und dem Sweet Love Shower.
Um die Veröffentlichung der EP zu bewerben, trat das Duo am 11. Mai 2023 in der Fernsehsendung NHK Music Special des Senders NHK General TV auf. Im Rahmen der Sendung gaben sowohl die Musiker als auch die an dem Projekt beteiligten Autorinnen jeweils ein Interview. Dabei wurden alle vier Titel erstmalig live aufgeführt.

### Titelliste
| Nr.              | Titel (englisch) | Titel (japanisch)                               | Länge | Anmerkungen                              |
| ---------------- | ---------------- | ----------------------------------------------- | ----- | ---------------------------------------- |
| Hajimete no – EP |                  |                                                 |       |                                          |
| 1                | Seventeen        | セブンティーン Sebuntīn                         | 3:19  |                                          |
| 2                | –                | 海のまにまに Umi no Manimani                    | 4:15  |                                          |
| 3                | –                | 好きだ Suki da                                  | 3:37  |                                          |
| 4                | Mr.              | ミスター Misutā                                 | 3:07  |                                          |
| Blu-ray Disc     |                  |                                                 |       |                                          |
| 1                | Halzion          | ハルジオン Harujion                             |       | Live auf dem Rock in Japan Festival 2022 |
| 2                | –                | もう少しだけ Mō Sukoshi Dake                    |       | Live auf dem Rock in Japan Festival 2022 |
| 3                | Mr.              | ミスター Misutā                                 |       | Live auf dem Rock in Japan Festival 2022 |
| 4                | –                | もしも命が描けたら Moshi mo Inochi ga Egaketara |       | Live auf dem Rock in Japan Festival 2022 |
| 5                | –                | 好きだ Suki da                                  |       | Live auf dem Rock in Japan Festival 2022 |
| 6                | –                | 群青 Gunjō                                      |       | Live auf dem Rock in Japan Festival 2022 |
| 7                | –                | 夜に駆ける Yoru ni Kakeru                       |       | Live auf dem Sweet Love Shower 2022      |
| 8                | –                | 三原色 Sangenshoku                              |       | Live auf dem Sweet Love Shower 2022      |
| 9                | –                | 大正浪漫 Taishō Roman                           |       | Live auf dem Sweet Love Shower 2022      |
| 10               | Encore           | アンコール Ankōru                               |       | Live auf dem Sweet Love Shower 2022      |
| 11               | –                | 怪物 Kaibutsu                                   |       | Live auf dem Sweet Love Shower 2022      |
| 12               | –                | ツバメ Tsubame                                  |       | Live auf dem Sweet Love Shower 2022      |

### Mitwirkende
| Musik und Produktion - Ikura – Gesang - Ayase – Produktion, Liedtext, Komposition | Romanvorlagen - Rio Shimamoto – Watashi Dake no Shoyūsha (Basis für den Liedtext zu Mr.) - Mizuki Tsujimura – Yūrei (Basis für den Liedtext zu Umi no Manimani) - Miyuki Miyabe – Iro Chigai no Trump (Basis für den Liedtext zu Seventeen) - Eto Mori – Hikari no Tane (Basis für den Liedtext zu Suki da) |

### Erfolg
Die Hajimete no – EP erreichte am 17. Mai 2023 Platz neun der heimischen Singlecharts von Oricon mit knapp 10.000 verkaufter Tonträger.

## Auszeichnungen und Nominierungen
| Jahr | Auszeichnung                | Kategorie         | Resultat   | Quellen |
| ---- | --------------------------- | ----------------- | ---------- | ------- |
| 2023 | CONAN Daily’s Choice Awards | Duo of the Year a | Ausstehend | [ 16 ]  |

## Veröffentlichungen
- Rio Shimamoto, Mizuki Tsujimura, Miyuki Miyabe, Eto Mori: Hajimete no. Hrsg.: Suirinsha. 2022, ISBN 978-4-16-401004-4, S. 224 (japanisch).